# Papilio godeffroyi
Papilio godeffroyi (trong tiếng Samoa pepe ae) là một loài bướm thuộc họ Papilionidae.
Papilio godeffroyi là loài đặc hữu của Samoa. Loài này được đặt tên theo Johann Cesar VI. Godeffroy. Loài này được vẽ trên một con tem bưu chính Samoa ngày 14/12/2001. Papilio godeffroyi nay chỉ được tìm thấy ở đảo Tutuila ở đó nó không phổ biến nhưng có khắp và giới hạn trong rừng mưa không xáo trộn hoặc gần xáo trộn. Phạm vi phân bố này chỉ chiếm 5% phạm vi gốc và gần đây loài này được đề xuất đưa vào mục loài nguy cấp Sách đỏ IUCN.
Ấu trùng ăn Micromelum minutum (Rutaceae)

## Hình ảnh

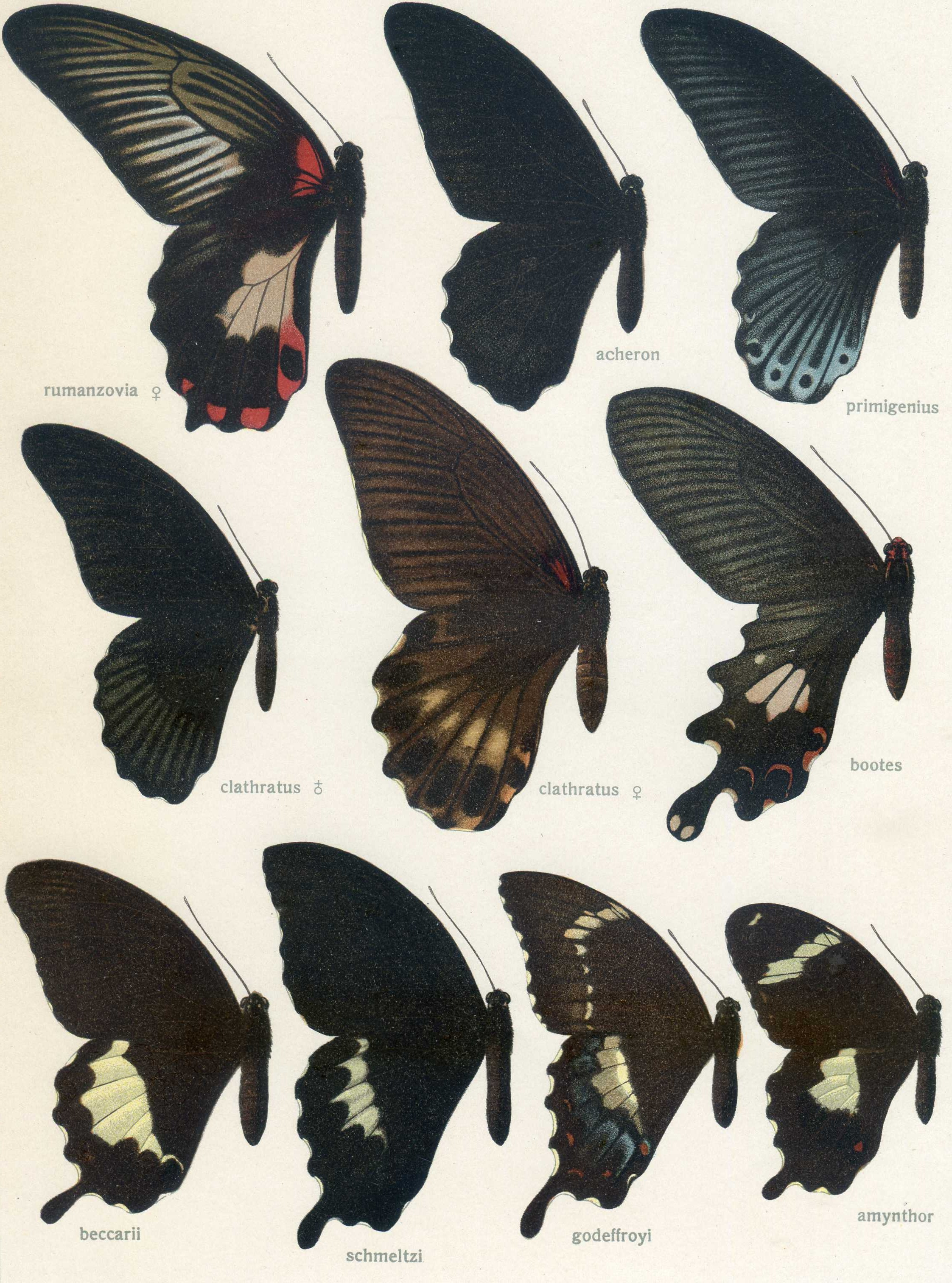